# Allionia choisyi
Allionia choisyi är en underblomsväxtart som beskrevs av Paul Carpenter Standley. Allionia choisyi ingår i släktet Allionia och familjen underblomsväxter. Inga underarter finns listade i Catalogue of Life.